# Parafia Wniebowzięcia Najświętszej Maryi Panny w Gaci
Parafia pw. Wniebowzięcia Najświętszej Maryi Panny w Gaci – parafia rzymskokatolicka znajdująca się w archidiecezji przemyskiej w dekanacie Przeworsk I. Erygowana w 1446.

## Historia
Parafia w Gaci jest jedną ze starszych w diecezji przemyskiej. Pierwsze wzmianki o miejscowości są datowane są na 1424 rok. Parafia powstała przed 1446 rokiem, gdy wzmiankowany był ks. Jakub z Gaczi.
W 1612 roku przywilejem Anny Ostrogskiej, kościół w Gaci stał się filią parafii w Kańczudze. Ekspozytami w Gaci byli m.in.: ks. Józef Buczyński (1810), ks. Stanisław Frączkowski, o. Ignacy Ogorzelski, ks. Leon Zieliński, ks. Aleksander Stopczyński (do 1875).
W 1876 roku staraniem ks. Bronisława Markiewicza została odnowiona samodzielna parafia.
W latach 1893–1894 zbudowano murowany kościół w stylu neobarokowym, który został konsekrowany przez biskupa Jakuba Glazera pw. Matki Bożej Wniebowziętej.
Proboszczowie parafii.
1875–1877. ks. Bronisław Markiewicz.
1877–1888. ks. Marcin Karpisz.
1888–1911. ks. Marcin Sanokowski.
1911–1922. ks. Józef Ulanowski.
1922–1933. ks. Stanisław Capecki.
1934–1972. ks. Jan Błaż.
1972–2005. ks. prał. Stanisław Biegaj.
2005– nadal ks. Wiesław Pytko.